# مقبوله الشلق
مقبوله حمدی الشَلَق (۱۹۲۱ – ۹ ژوئن ۱۹۸۶) حقوقدان، فعال اجتماعی و حقوق زنان، نویسندهٔ ادبیات کودکان و شاعر سوری بود. در دمشق متولد شد و در سال ۱۹۴۴ از دانشگاه آن فارغ‌التحصیل شد. اولین زنی بود که مدرک حقوق را از این دانشگاه و سراسر سوریه گرفت و چهارمین زنی بود که از آن دانشگاه فارغ‌التحصیل شد. این دو سابقه باعث شد که او به شدت از آزار و فشار جامعه‌ای مردسالار رنج ببرد و او با آنان مبارزه می‌کرد. مقبوله الشلق در حالی که هنوز دانشجو بود، علیه وضعیت زنان در جوامع عربی برخاست و خواستار حقوق زنان برای کار، تحصیل و برابری شد. او مورد انتقاد شدید جامعه‌ای قرار گرفت که کار، فعالیت و اندیشهٔ او را نپذیرفت. علاقهٔ زیادی به مسائل زنان و کودکان داشت و برای آن‌ها و دربارهٔ آن‌ها می‌نوشت. فعالانه در کمپین جهانی برای ممنوعیت سلاح اتمی شرکت کرد و نقش برجستهٔ زنانه را در مبارزه با فاشیسم و نازیسم ایفا کرد. فعالیت ادبی خود را از دبستان آغاز کرد که تا آخرین روزهای زندگی‌اش متوقف نشد. پیشگام در ادبیات کودک و حقوق زنان در سوریه و جهان عرب بود، خوانندگانش به مدت ده سال او را با نام مستعار «دختر قاسیون» می‌شناختند.

## زندگی و پیشه
مقبوله الشلق در سال ۱۹۲۱ در حی المهاجرین دمشق در خانواده‌ای مذهبی دمشقی به دنیا آمد. پدرش حمدی الشلق یکی از برجسته‌ترین قضات دمشق بود. تحصیلات خود را در سن پنج سالگی آغاز کرد و در سن یازده سالگی گواهی دبستان را گرفت تا تحصیلات راهنمایی و دبیرستان را در مدرسهٔ مقدماتی دخترانه ادامه دهد. تحصیلات متوسطهٔ خود را در مؤسسه فرانسوی-عربی الحریه به پایان رساند. او در سال ۱۹۴۱ به دانشکدهٔ حقوق دانشگاه دمشق پیوست و در سال ۱۹۴۴ فارغ‌التحصیل شد. اولین زن سوری بود که مدرک حقوق را از دانشگاه سوریه گرفت و اولین زنی بود که مدرک حقوق را در سراسر سوریه گرفت. پیش از دوران دانشجویی فعالیت سیاسی و اجتماعی خود را آغاز کرد. یکی از اولین زنانی بود که در اولین تظاهرات زنان که در خیابان‌های دمشق برگزار شد، شرکت کرد. یک سخنرانی علیه استعمار فرانسه ایراد کرد که در روزنامه «فتاة العرب» چاپ شد و در آن زمان فقط شانزده سال داشت. مقبوله الشلق یکی از برجسته‌ترین فعالان اجتماعی در سوریه، پیش و پس از استقلال است. از دوران دانشجویی، فعالیت خود را علیه جایگاه زن در کشور آغاز کرد. دربارهٔ زنان می‌نوشت، سخنرانی می‌کرد، در انجمن‌های زنان شرکت می‌کرد و در مجامع سخنرانی می‌کرد که حقوق زنان و لزوم برابری آنها با مردان در برخی زمینه‌ها را مطالبه می‌کرد. با ثبت نامش در دانشکدهٔ حقوق، فشارها علیه او شروع شد، تعدادی از اساتید او را نپذیرفتند، با او مقابله کردند، برخی از حضور او بی‌اعتنایی کردند و برخی عمداً او را در امتحان رد کردند. علاوه بر آزار و اذیت‌های برخی همکلاسی‌هایش که او را از ادامه تحصیل منصرف نکرد. با وجود این، توانست تا زمانی که مدرک حقوق خود را دریافت کند، مبارزه کند.
فشارها علیه شلق پس از فارغ‌التحصیلی ادامه یافت، برخی از اساتید تصریح کردند که وی نباید وکالت کند. در آن زمان، رئیس‌جمهور شکری القوتلی مداخله کرد و او را در حرفهٔ معلمی قرار داد. به مدت ۵ سال به عنوان معلم آموزش ملی و تاریخ در مدرسهٔ مقدماتی دخترانه دمشق کار کرد. به نمایندگی از دانشجویان مقدماتی دمشق در کنفرانس لیگ ضد فاشیست شرکت کرد. مقبوله شلق به همراه همسرش دکتر مصباح المالح که از سوی ارتش عربی سوریه برای تخصص در جراحی دهان و دندان به فرانسه اعزام شده بود، با او سفر کرد. او درخواست کرد که از خدمت خود به عنوان معلم در مدرسه مقدماتی دخترانه به ذخیره منتقل شود. زمانی که در پاریس بود، در دانشگاه سوربن، در زمینه مراقبت از مادر و کودک تخصص یافت. پس از بازگشت از فرانسه، مهدکودکی برای فرزندانش در سوریه وجود نداشت و همین امر او را مجبور به استعفا کرد تا از فرزندانش مراقبت کند. بعداً برای بازگشت به کار با دردسرهای فراوانی روبه رو شد، تا اینکه حافظ الجمالی وزیر آموزش و پرورش به او کمک کرد. او شروع به کار در کتابخانه وزارتخانه کرد که این فرصت را به او داد تا بنویسد و مشارکت‌های ادبی مستمری داشته باشد.
مقبوله الشلق پس از بازگشت از فرانسه در سال ۱۹۵۲ انجمن مراقبت از کودک و مادر را در روستاهای دو غوطه و شهرهای دُمَّر و داریا تأسیس کرد. این اولین انجمنی بود که با کمک از نبیله الموصلی، مرام جندلی و منور ادلبی به مردم روستایی خدمت، از زنان آنها مراقبت و به فرزندانشان کمک‌های بهداشتی ارائه کرد. چندین فعالیت ملی داشت، مانند همکاری با انجمن هوشیاری شام. در طول جنگ جهانی دوم، به شدت علیه نازیسم لابی کرد و از زنان می‌خواست که خانه‌های خود را ترک کنند تا در برابر هیتلر بایستند و او را به «دشمن زنان، آزادی و فرهنگ» متهم کرد. او در دههٔ ۱۹۵۰ علیه هژمونی ایالات متحده بر جهان عرب لابی کرد و با سفارت ایالات متحده در دمشق درگیر شد. وی همچنین مدت کوتاهی پس از تجاوز سه جانبه ۱۹۵۳ به پورت سعید به همراه هیئت سوری از آن دیدن کرد و در آنجا دو شعر میهنی خواند که مورد تحسین مقامات ارشد قرار گرفت. داستان‌های حماسی نوشت که قهرمانی و فداکاری را تجلیل می‌کرد، مانند داستان «نوعی جدید از عروسی» که در چهلمین روز از کشتن سناء محیدلی در جنوب لبنان، آن را خواند.
حرفهٔ ادبی او از از سنین پایین شروع با نوشتن شعر شروع شد و در سال ۱۹۳۵ داستان کوتاهی نوشت. سپس در دبیرستان و دانشگاه به نوشتن مقاله روی آورد و در آن دربارهٔ برخی مشکلات یا موضوعات اجتماعی جاری سخن گفت.دمشق را دوست داشت، بنابراین اولین کتاب خود «داستان‌هایی از کشور من» را به آن اختصاص داد. او همچنین کودکان را دوست داشت، داستان‌های زیادی برای آنها نوشت و از آنها خواست که طبیعت را دوست داشته باشند، کار کنند و در برابر پرخاشگری مقاومت کنند. او مجموعه‌های داستان کوتاه هدفمند برای کودکان مانند «عروسی گنجشک‌ها»، «بانوی میوه‌ها» و «لبخندهای لطافت» را منتشر کرده است و در انتشار داستان‌های کودکانه زیادی در مجلات و روزنامه‌ها شرکت داشته است. بخشی از اشعار خود را در مجموعهٔ «آوازهای دل» در سال ۱۹۸۲ منتشر کرد که مجموعه‌ای از شعرهای احساسی و ملی‌گرایانه است.
او در ابتدا داستان‌ها و مقالات خود را با نام مستعار «دختر قاسیون» منتشر می‌کرد و بعدها آثار ادبی خود در روزنامه‌ها و مجلات سوری و عربی با نام اصلی منتشر شد. او داستان و شعر می‌گفت، سمینارهای ادبی برگزار می‌کرد و در آن شرکت می‌کرد. به اتحادیهٔ نویسندگان عرب پیوست و یکی از اعضای مؤسس انجمن دوستان دمشق و انجمن داستان و رمان بود. در معجم البابطین دربارهٔ او آمده است: «اشعار او به حمایت از انقلاب‌های عربی برای آزادی می‌پردازد. به نقش شعر به عنوان یک شاخهٔ جذاب عاطفی و زیبایی‌شناسی اعتقاد دارد، او در مورد عشق به میهن شعر دارد و در سوگ رهبر جمال عبدالناصر نیز سروده است. او علاوه بر شعرش که خواستار وحدت کشورهای عربی بود، در اشعارش از مبارزه مردم مصر در جریان تجاوز سه جانبه (جنگ ملی‌سازی کانال سوئز) نیز حمایت می‌کرد. برای مناسبت‌ها و تبریک‌ها شعر دارد، که به توصیف و تداعی تصاویر تمایل دارد. زبان او دارای جریان، آسانی و حس تخیل است. او در ساختن اشعارش به رویکرد خلیلی پایبند بود.»
مقبوله شلق در ۹ ژوئن ۱۹۸۶ در دمشق درگذشت.

## آثار
- أغنيات قلب: مجموعه شعر، اتحادیهٔ نویسندگان عرب، دمشق، ۱۹۸۲.

مجموعه داستان‌ها برای کودکان و نوجوانان:
- قصص من بلدي: اتحادیهٔ نویسندگان عرب، دمشق، ۱۹۷۸.
- عرص العصافير: دمشق، ۱۹۷۹.
- مغامرات دجاجة: دار الفکر، دمشق، ۱۹۸۱.
- سيدة الثمار: انتشارات وزارت فرهنگ، دمشق، ۱۹۸۵.
- ابتسامات حنان: دست‌نوشته.
- ضوء الليل الأخضر دست‌نوشته.